# 클라크 스콜스
클라크 큐리 스콜스(Clarke Currie Scholes, 1930년 11월 25일 ~ 2010년 2월 5일)는 미국의 수영 선수로 올림픽 챔피언이었다.
디트로이트에서 태어나 사망하였으며, 자유형에서 활약하였다.
스콜스는 1952년 헬싱키 올림픽에서 100m 자유형 금메달을 획득하였다. 또한 3년 후, 팬아메리칸 게임에서 100m 자유형과 400m 혼계영을 우승하기도 하였다.
1948년 레드퍼드 고등학교의 시니어로서 스콜스는 50 야드와 100 야드 자유형에서 디트로이트 시티 리그 타이틀을 우승하였다. 그는 미시간 주립 대학교에서 수학하였고, NCAA 경연 대회에서 미시간 스테이트 스파탄스 수영·다이빙 팀을 위하여 활약하였다. 코치 찰스 매캐프리의 지도 아래, 그는 100 야드 자유형에서 5회의 올아메리칸과 3회의 NCAA 챔피언으로 변형하였다.
1980년 국제 수영 명예의 전당에 헌액되었다. 그는 1992년 미시간 주립 대학교 스포츠 명예의 전당에 헌액자들 30명의 취임 클래스의 일부였고, 2008년 미시간주의 혹은 거기서 온 프로와 아마추어 선수들에게 명예를 주는 미시간 스포츠 명예의 전당에 헌액되었다.

## 같이 보기
- 올림픽 수영 남자 메달리스트 목록